# Kraljevič Marko
Marko Mrnjavčević (srbsko Марко Мрњавчевић, Marko Mrnjavčević) je bil de iure srbski kralj, ki je vladal od leta 1371 do 1395, vendar je de facto vladal samo v zahodni Makedoniji v okolici Prilepa, * okoli 1335, † 17. maj 1395, Rovine, Vlaška. 
V južnoslovanskem ustnem izročilu je znan tudi kot Kraljevič Marko (srbsko Краљевић Марко, Kraljević Marko) in Kralj Marko (srbsko Краљ Марко, Kralj Marko, bolgarsko Крали Марко, Krali Marko, makedonsko Kрaле Марко, Krale Marko) in je kot tak glavna srbska osebnost med osmansko vladavino na Balkanu. 
Markov oče, kralj Vukašin Mrnjavčević, je bil sovladar srbskega carja Stefana Uroša V. Za Uroševo vladavino sta bila značilna šibka centralna oblast in postopno razpadanje Srbskega cesarstva. K Vukašinovim posestim sta spadala tudi zahodna Makedonija in Kosovo.  Leta 1370 ali 1371 je Vukašin sina Marka kronal za "mladega kralja", s čimer je postal kandidat za naslednika Uroša V., ki ni imel otrok.
26. septembra 1371 je bila Vukašinova vojska poražena v bitki z Osmani na Marici, Vukašin pa je v bitki padel. Približno dva meseca kasneje je umrl tudi Uroš V. in Marko je uradno postal kralj Srbije. Srbsko plemstvo, ki je med Uroševo vladavino postalo skoraj neodvisno od centralne oblasti, ni imelo nobenega namena priznati ga za svojega vladarja. Kmalu po letu 1371 je postal osmanski vazal. Do leta 1377 so si velik del ozemlja, ki ga je nasledil od Vukašina, prilastili drugi plemiči. Kralj Marko je postal regionalni vladar, ki je vladal na relativno majhnem ozemlju v zahodni Makedoniji. Ustanovil in do leta 1376  zgradil je samostan Sveti Dimitrij pri Skopju, ko je bolj znan kot Markov samostan. Umrl je 17. maja 1395  v bitki na Rovinah, v kateri se je na osmanski strani boril proti Vlahom. 
Čeprav je bil vladar skromnega zgodovinskega pomena, je postal glavni junak v južnoslovanskem ustnem izročilu. Srbi, Makedonci in Bolgari ga slavijo kot neustrašnega junaka in zaščitnika šibkih, borca proti krivicem in nasprotnika Turkov med osmansko okupacijo Balkana. 

## Življenjepis

### Do leta 1371
Marko je bil rojen okoli leta 1335 kot sin Vukašina Mrnjavčevića in njegove žene Alene (Jelene), sestre bolgarskega vojvode Momčila. Priimek Mrnjavčević izhaja od Mrnjave, ki ga  je dubrovniški zgodovinar Mavro Orbin v 17. stoletju opisal kot manjšega  plemiča iz Zahumja v sedanji Hercegovini in južni Dalmaciji. Po Orbinu so bili Mrnjavovi sinovi rojeni v Livnu v zahodni Bosni, kamor se je oče preselil morda zato, ker je bilo srbsko Zahumje leta 1326 priključeno k Bosni. Družinsko ime Mrnjavčević ali kakšen drug priimek, povezan s to družino, ni omenjen v nobenem primarnem viru. Najstarejši znani vir, ki omenja priimek Mrnjavčević, je Ruvarčev rodoslov, napisan med letoma 1563 in 1584. Za priimek ni znano ali je bil prepisan iz kakšnega starejšega rodoslovja ali vzet iz ljudskega izročila in ljudskih pesmi. 
Družina Mrjavčević  je kasneje morda podprla srbskega carja Stefana Dušana v njegovih pripravah na pohod na Bosno. Enako so naredili tudi zahumski plemiči in zaradi strahu pred maščevanjem že pred začetkom vojne pobegnili v Srbsko cesarstvo. Priprave so se začele verjetno dve leti pred pohodom, ki se je začel leta 1350. V tem letu je bil prvič omenjen Markov oče Vukašin kot od carja Dušna imenovan župan (guverner) Prilepa, ki so ga Srbi leta 1334 skupaj z drugimi deli Makedonije odvzeli Bizantinskemu cesarstvu. Leta 1355 je car Stefan Dušan nepričakovano umrl zaradi kapi.
Dušana je nasledil devetnajstletni sin Uroš, ki je imel Marka Mrnjavčevića očitno za moža, vrednega zaupanja. Imenoval ga je za vodjo delegacije, ki jo je konec julija 1361  poslal v Raguso (Dubrovnik), da bi se pogajala za mir po sovražnostih med Srbskim cesarstvom in Dubrovniško republiko in Srbskim cesarstvom na začetku tistega leta.  Miru mu ni uspelo skleniti,  dosegel pa je izpustitev prizrenskih trgovcev iz dubrovniške ječe in vrnitev depozita srebra v lasti njegove družine. V dubrovniškem zapisu o obisku srbske delegacije je najstarejša znana nesporna omemba Marka Mrnjavčevića. Napis iz leta 1356 na zidu cerkve v Tikveški krajini omenja Nikolo in Marka kot guvernerja krajine. Identiteta tega Marka je sporna.
Dušanovi smrti je sledilo nemirno obdobje separatističnih dogajanj v Srbskem kraljestvu. Jugozahodna ozemlja, vključno z Epirjem, Tesalijo in južno Albanijo so se leta 1351 odcepila. Jedro države (zahodna ozemlja, vključno z Zeto, Travunijo in gornjo dolino Drine, osrednja Srbija in Makedonija je ostalo zvesto carju Urošu. Lokalno plemstvo je tudi v tem delu države zahtevalo vedno večjo neodvisnost od Uroševe oblasti. Uroš je bil šibak vladar, nesposoben upreti se tem separatističnim težnjam. V podrejenem položaju je bil celo na svojih domenah.  Srbski mogotci so se vojskovali tudi med seboj za ozemlje in vpliv.
Vukašin Mrnjavčević je bil izkušen politik in je postopoma prevzel glavno vlogo v cesarstvu. Avgusta ali septembra 1365 ga je Uroš kronal za kralja, s čimer je postal njegov sovladar. Do leta 1370 je Vukašin razširil svoje osebne posesti iz Prilepa v Makedonijo, Kosovo in Metohijo z mesti  Prizren, Priština, Novo Brdo, Skopje in Ohrid. V listini, izdani 5. aprila 1370, Vukašin omenja svojo ženo, kraljico Aleno, in sinova Marka in Andrijaša. Sebe podpisuje z "gospod srbskih in grških dežel in zahodnih provinc" (господинь зємли срьбьскои и грькѡмь и западнимь странамь). Konec leta je sina Marka kronal za   "mladega kralja". Srbski kralji so ta naslov podeljevali svojim verjetnim naslednikom, da bi jim zagotovili dedovanje prestola. Ker car Uroš ni imel otrok, bi Marko lahko postal njegov naslednik in ustanovitelj vladarske dinastije Vukašinović, s čimer bi se končala dvestoletna vladavina dinastije Nemanjić. Za večino srbske gospode takšen izid ni bil sprejemljiv, ker je želela utrditi svojo neodvisost od centralne oblasti.
Vukašin je za svojega sina iskal soprogo z dobrimi zvezami. Princeso iz hrvaške dalmatinske rodbine Šubić je oče Grgur poslal na dvor svojega sorodnika, bosanskega bana  Tvrtka I. Kotromanića. Pinceso naj bi vzgajala in poročila Tvrtkova mati Jelena, hčerka Juraja II. Šubića, po materini strani pa vnukinja srbskega kralja Dragutina Nemanjića. Ban in njegova mati sta sprejela Vukašinovo ponudbo, da bi se princesa poročila z njegovim sinom Markom. Že dogovorjeno poroko je prepovedal papež Urban V., ker se "katoliška princesa ne sme poročiti s sinom shizmatičnega srbskega kralja" (filio magnifici viri Regis Rascie scismatico). Papež je hkrati za mogočega ženina predlagal kralja Ludvika I. Ogrskega, banovega uradnega gospoda. Marko se je kasneje poročil z Jeleno, hčerko Radoslava Hlapena, gospoda Verije in Odrina in glavnega srbskega plemiča v južni Makedoniji.
Spomladi 1371 se je Marko udeležil priprav na pohod proti Nikoli Altomanoviću, največjemu mogotcu zahodno od Srbskega cesarstva. Pohod sta skupaj načrtovala kralj Vukašin in zetski vladar  Đurađ I. Balšić. Julija tistega leta sta Vukašin in  Marko taborila z vojsko pred Skutarijem, ki je bil na Balšićevem ozemlju, pripravljena na prodor proti Ongoštu na  Altomanovićevem ozemlju. Napad je bil ustavljen, ker so Osmani ogrozili ozemlje Vukašinovega mlajšega brata Uglješe, vladarja vzhodne Makedonije. Vukašin je s svojo vojsko takoj krenil proti vzhodu in po poti zbiral svoje zaveznike. Srbska in osmanska vojska sta se spopadli 17. septembra 1371 v bitki na Marici, v kateri so Turki uničili srbsko vojsko. Vukašin in Jovan Uglješa sta v bitki padla. Njunih trupel niso nikoli našli. Bojišče v bližini sedanje vasi Ormenio v Grčiji se je po bitki po turško imenovalo Sırp Sındığı (Srbski poraz ali Srbski brezglavi beg). Bitka na Marici je imela  daljnosežne posledice za celo regijo, ker je odprla pot osmanskemu prodiranju na Balkan.

### Po letu 1371
"Mladi kralj" Marko je po očetovi smrti postal kralj in sovladar carja Uroša. Kmalu zatem je 2. ali 4. decembra 1371 Uroš umrl. Vladavina dinastije Nemanjić se je končala in Marko je postal uradni srbski suveren. Srbsko plemstvo ga ni priznalo za svojega vladarja in deljenje znotraj države se je še bolj širilo. Po smrti Vukašina in Uglješe Mrnjavčevića in uničenju njune vojske je ostala njuna družina brez moči. Plemstvo je izkoristilo Markovo nemoč in začelo  prisvajati velike dele njegovega ozemlja. Leta 1372 je Đurađ I. Balšić zasedel Prizren in Peć, Lazar Hrebeljanović pa Prištino. Leta 1377 je Vuk Branković zasedel Skopje. Tistega leta je postal dejansko neodvisen tudi albanski mogotec Andrea Gropa iz  Ohrida, vendar je uradno ostal Markov vazal. Gropov zet je bil Markov sorodnik Ostoja Rajaković  iz travunjskega plemena Ugarčić.  Rajaković je bil eden od zahumskih in travunjskih plemičev, ki so med vladanjem Stefana Dušana dobili zemljo na novo osvojenih bizantinskih ozemljih v Makedoniji.
Edino pomembno mesto, ki mu je še ostalo, je bil Prilep. Postal je nepomemben knez z relativno majhnim ozemljem v zahodni Makedoniji. Ozemlje je na severu mejilo na Šar planino in Skopje, na vzhodu na Vardar in Crno reko in na zahodu na Ohrid. Južna meja je nezanesljiva. Oblast je delil z mlajšim bratom Andrijašem, ki je imel svoje ozemlje. Njuna mati, kraljica Alena, je po moževi smrti odšla v samostan. Preimenovala se je v Jelisaveto in še nekaj časa po  letu 1371 vladala skupaj z Andrijašem. Najmlajši brat Dmitar je živel na ozemlju pod Andrijaševo oblastjo. O bratu Ivanišu je zelo malo znanega. Neznano je tudi to, kdaj je Marko postal osmanski vazal. To se verjetno ni zgodilo takoj po bitki na Marici.
Marko se je neznano kdaj ločil od Jelene in začel živeti s Todoro, ženo nekega Grgurja. Jelena se je vrnila k svojemu očetu Hlapenu v Verio. Marko se je kasneje poskušal spraviti  z njo, vendar bi moral v zameno za spravo Todoro poslati k svojemu tastu. Ker je Markovo ozemlje na jugu mejilo na Hlapenovo, je imela sprava verjetno politično ozadje.
Markov podložnik in  pisar Dobre je prepisal bogoslužno knjigo za cerkev v vasi Kaluđerec. Ko je Dobre končal s prepisovanjem, je sestavil pripis, ki se začne z:
| Слава сьвршитєлю богѹ вь вѣкы, аминь, а҃мнь, а҃м. Пыса сє сиꙗ книга ѹ Порѣчи, ѹ сєлѣ зовомь Калѹгєрєць, вь дьны благовѣрнаго кралꙗ Марка, ѥгда ѿдадє Ѳодору Грьгѹровѹ жєнѹ Хлапєнѹ, а ѹзє жєнѹ свою прьвовѣнчанѹ Ѥлєнѹ, Хлапєновѹ дьщєрє. | Slava Bogu Stvarniku na vekom veke, amen, amen, amen. Ta knjiga je bila napisana v Porečju, v vasi, ki se imenuje Kaluđerec, v času, ko je vladal pobožni kralj Marko, ko je Grgurjevo ženo Teodoro predal Hlapenu in vzel nazaj svojo prvo ženo Jeleno, Hlapenovo hčerko. |  |

Markova trdnjava je stala na hribu severno od sedanjega Prilepa. Njene delno ohranjene ostanke imenujejo  Markovi Kuli (Markovi stolpi). Pod trdnjavo je na mestu srednjeveškega Prilepa vas Varoš. V vasi je samostan nadangela Mihaela, ki sta ga obnovila Marko in Vukašin. Njuna portreta sta naslikana na zidu samostanske cerkve. Marko je bil ktitor cerkve Svete nedelje v Prizrenu, dokončane leta 1371 malo pred bitko na Marici. Na napisu nad cerkvenim vhodom je Marko naslovljen z "mladi kralj".
Samostan sv. Dimitrija, bolj znan kot Markov samostan, je v vasi Markova Sušica pri Skopju. Gradil se je od leta 1345 do 1376 ali 1377.  Njegova ktitorja Marko  in Vukašin sta upodobljena nad južnim vhodom v samostansko cerkev. Marko je upodobljan kot strog mož v škrlatnih oblačilih in krono, okrašeno z biseri. V levi roki drži zvitek z napisom: "Jaz, v Kristusu Bogu pobožni kralj Marko, sem zgradil in poslikal ta božji hram..." V desni roki drži rog, ki simbolizira rog olja, s katerim so v Stari zavezi mazilili kralje ob njihovem kronanju (1 Samuel 16:13). Marko je prikazan kot od Boga izbran vladar, ki naj bi vodil svoje ljudstvo v krizi, ki je sledila bitki na Marici.
Marko je koval svoj denar, tako kot njegov oče in drugi srbski plemiči tistega časa.  Njegovi srebrniki so tehtali 1,11 g.  Kovali so se v treh oblikah. Na dveh je bil na prednji strani petvrstični napis ВЬХА/БАБЛГОВ/ѢРНИКР/АЛЬМА/РКО  (V imenu Kristusa Boga, pobožni kralj Marko). Na eni od teh oblik kovanca je bil na zadnji strani upodobljen Kristus, sedeč na prestolu, na drugi pa sedeč na mandorli. Na tretji obliki  je bil na zadnji strani Kristus na mandorli, na prednji pa štirivrstični napis napis БЛГО/ВѢРНИ/КРАЛЬ/МАРКО (Pobožni kralj Marko). Na nobenem kovancu ni omenjeno ime kraljestva, morda zato, ker se je zavedal svoje omejene oblasti. Svoj denar je koval tudi brat Andrijaš, na njunem ozemlju pa je bil kljub temu v obtoku predvsem denar, ki sta ga kovala kralj Vukašin in car Uroš. V numizmatičnih zbirkah je ohranjenih okoli 150 Markovih kovancev.
Leta 1379 je najmočnejši srbski plemič postal knez Lazar Hrebeljanović, vladar Moravske krajine. Četudi je sebe naslavljal s samodržec (avtokrator)  vseh Srbov (самодрьжць вьсѣмь Србьлѥмь), ni bil dovolj močan, da bi pod svojo oblastjo združil vse srbske dežele. Balšići  in Mrnjavčevići,  Konstantin Dragaš (po materini strani Nemanjić), Vuk Branković in Radoslav Hlapen so še naprej samostojno vladali v svojih domenah. Za kralja Srbov je bil razen Marka kronan tudi Tvrtko I. Kotromanić. Za srbskega  kralja so ga kronali v samostanu Mileševa leta 1377. Tvrtko, po materini strani v sorodu z Nemanjiči, je prisvojil zahodne dele nekdanjega Srbskega cesarstva.
15. junija 1389 se je srbska vojska pod poveljstvom kneza Lazarja,  Vuka Brankovića in Tvrtkovega plemiča Vlatka Vukovića iz Zahumja spopadla z osmansko vojsko pod poveljstvom Murata I. v bitki na Kosovskem polju, najbolj znani bitki v srbski srednjeveški zgodovini. Izid bitke je bil neodločen, Lazar in Murat I. pa sta v bitki padla. Po bitki Srbi niso bili dovolj močni, da bi branili svoje ozemlje. Vse srbske kneževine, ki to že niso bile, so v naslednjih nekaj letih postale osmanski vazali.
Leta 1394 je skupina osmanskih vazalov na Balkanu preklicala svoje vazalstvo. Marko ni bil med njimi, brata Andrijaš in  Dmitar pa sta bila.  Emigrirala sta v Ogrsko kraljestvo in vstopila v službo kralja Sigismunda. Na poti skozi Dubrovnik sta dvignila dve tretjini od 96,73 kg očetovega deponiranega srebra. Tretjino sta pustila za Marka. Andrijaš in Dmitar sta bila prva Srbska plemiča, ki sta emigrirala na Ogrsko. Emigracije Srbov na sever so se nadaljevale skozi celo osmansko okupacijo.
Leta 1395 so Osmani napadli Vlaško, da bi kaznovali Mirceo I. zaradi vpadov na njihovo ozemlje. Na osmanski strani so bili trije srbski vazali: Marko Mrnjevčević, gospod Konstantin Dragaš in despot Stefan Lazarević, sin kneza Lazarja. V bitki na Rovinah 17. maja 1395 so jih Vlahi premagali. Marko in Dragaš sta padla. Po njuni smrti so Osmani priključili njuni ozemlji in ju združili v provinco s sedežem v Kjustendilu. Šestintrideset let po bitki na Rovinah je Konstantin Filozof napisal Biografijo despota Stefana Lazarevića in omenil, da je Marko na predvečer bitke rekel Dragašu: "Molim k Bogu, da bi pomagal kristjanom, četudi bom prvi umrl v tej vojni". Kronika nato pravi, da sta  Marko in Dragaš v bitki padla. Drug srednjeveški vir, ki omenja Markovo smrt v bitki na Rovinah, je Dečanska kronika.

## Omembe v primarnih virih
Prva omemba Kraljeviča Marka je verjetno napis nad južnimi vrati drenovske cerkve, zgrajene v bližini Tikveškega jezera pri Velesu v današnji Severni Makedoniji. Napis pravi, da je bila cerkev posvečena leta 1356 "pri države Nikole z Marka, a po smrti svetorodnago cara Stefana". Tega Marka zgodovinarji istovetijo z Vukašinovim sinom. 
Prva omemba v zgodovinskih dokumentih, ki se nesporno nanaša na Kraljeviča Marka, je iz leta 1361. V dokumentih Dubrovniške republike piše, da je tega leta Marko prišel v Dubrovnik kot vodja srbske delegacije, ki se je prišla pogajat za prekinitev sovražnosti, ki so se začele leta 1359. Delegacija v mirovnih pogajanjih ni bila prav uspešna, Marko sam pa je v Dubrovniku prevzel srebro, ki ga je tam deponirala njegova družina. Pri dubrovniških oblasteh je tudi uspešno interveniral v korist nekih prizrenskih trgovcev. Markovo vodstvo srbske mirovne delegacije kaže na to, da je bil Urošev zaupnik in da ljudski pevci niso kar tako proglasili Uroša za Markovega zaščitnika. To na nek način potrjuje tudi napis na cerkvi Svete nedelje v Prizrenu, ki so ga odkrili oziroma odkopali septembra leta 1966. Napis pravi, da gre za cerkev Brezmadežne Matere Božje, ki je bila posvečena Vavedenju (Marijinemu vstopu v tempelj). Napis pravi, da je bila cerkev sezidana in poslikana "povelenijem i otkupom gospodina mladago kralja Marka" 6879. leta od stvaritve sveta. Omenjeno leto ustreza obdobju od 1. septembra 1370 do 31. avgusta leta 1371.

## Marko v ljudskem pesništvu

### Srbsko epsko pesništvo
Kraljevič Marko je živel v času malo pred in malo po bitki na Kosovskem polju. Vladal je v letih 1371-1395 in je največja uganka srbskega narodnega epskega pesništva. V Marku so se združile stoletne izkušnje srbskega ljudstva ter vloge in usode mnogih drugih epskih junakov, ki so jih opevali pred njim in tistih, ki so jih opevali kasneje. 
Srbsko epsko pesništvo je soglasno, da je bil Markov oče kralj Vukašin. Markova mati Jevrosima je bila sestra bolgarskega vojvode Momčila, ki je opisan kot človek neizmerne velikosti in moči z magičnimi atributi: krilatim konjem in okato sabljo. Jevrosima je prikazana kot simbol pravičnosti, moralnosti in krščanskih vrednot. Markov oče Vukašin se je najprej zagledal v Momčilovo ženo Vidosavo in Vidosava mu je pomagala ubiti Momčila. Jevrosima je poskušala preprečiti bratov uboj, vendar ji to ni uspelo in Vidosava ji je za kazen ostrigla dolge lase, simbol srednjeveške ženske lepote. Ko si je Vukašin ogledoval mrtvo Momčilovo telo, je spoznal, da je bil Momčilo spoštovanja vreden mož in rekel: "Če je (Momčilova žena) izdala takšnega junaka, Bog ve kaj bo storila meni!" Vukašin se je zato odločil za Jevrosimo, izdajalko Vidosavo pa je dal v skladu s takratnimi navadami razčetveriti s štirimi konji. 
Jevrosima mu je rodila dva sinova, Marka in Andrijaša. Marko naj bi bil bolj podoben stricu Momčilu kot svojemu očetu.  Epski lik Momčila ustreza zgodovinskemu razbojniku in najemniku Momčilu, ki je bil v službi srbskega carja Stefana Dušana. Kasneje je postal despot in umrl leta 1345 v bitki pri Periteorionu. Po drugi različici je bila Markova in Andrijaševa mati gorska vila, ki jo je Vukašin ujel ob jezeru, ji odstranil krila, da ne bi mogla pobegniti, in se z njo poročil.
Srbske epske pesmi Marku pripisujejo nadnaravno moč: iz drenovega lesa, ki se je sušil devet let, je lahko iztisnil vodo, njegovo orožje - buzdovan - je tehtalo 66 ok – 85 kilogramov, njegovega konja Šarca pa je lahko jezdil samo on, ker ga nihče drug ni mogel ukrotiti.
Pesmi govorijo tudi o njegovih viteškem obnašanju: kljub občasnim izbruhom je ostal zaščitnik revnih in nemočnih, varuh zakona in reda, včasih tudi v svojo škodo. V eni od pesmi objokuje smrt albanskega roparja Muse, ki ga je sam ubil. V drugi pesnitvi je stopil na stran pravičnega srbskega vladarja Uroša, čeprav je bila odločitev v nasprotju s koristmi njegovega očeta. Pravijo, da se je po izumu strelnega orožja odločil umreti, ker "zdaj lahko vsak strahopetec (od daleč) ubije junaka". Po smrti naj bi samo zaspal in čakal na čase, ko ga bodo spet potrebovali, kar je pogost motiv v slovanski mitologiji in zelo spominja na našega kralja Matjaža. Markov konj Šarac je bil neukrotljiv in zelo podoben svojemu gospodarju, s katerim sta si delila celo vino. Markova žena-zaščitnica je bila gozdna vila Ravijojla.

### Bolgarsko in makedonsko epsko pesništvo
Kraljevič Marko je že več stoletij ena od najbolj priljubljenih oseb tudi v bolgarskem ljudskem pesništvu. Zgleda, da bolgarske epske pripovedke, zlasti tiste o kraljeviču Marku, izvirajo iz sedanje Severne Makedonije in so hkrati del makedonskega ljudskega izročila.
Po lokalni legendi je bila Markova mati Evrosija sestra bolgarskega vojvode Momčila, ki je vladal v Rodopih. Ob Markovem rojstvu so se prikazale tri dobre sojenice in mu prerokovale, da bo postal junak in očetov naslednik (kralj Vukašin). Ko je za to izvedel kralj, ga je dal v košaro in jo spustil po reki. Marka je našla gozdna vila in postala njegova krušna mati. Z vilinim mlekom je dobil tudi nadnaravno moč in postal bolgarski borec proti Turkom.  Imel je krilatega konja Šarca in polsestro, gozdno vilo Gjuro. V bolgarske legende so vključeni tudi elementi iz poganske mitologije in verovanja, čeprav so legande o Marku nastajale od poznega 14. do 18. stoletja.  Med bolgarskimi epskimi pesmimi so pesmi o Kraljeviču Marku pogoste in ključne. Med bolgarskimi zbiralci zbiralci zgodb o Kraljeviču Marku sta tudi Trajko Kitančev iz Resenske regije v zahodni Makedoniji in Marko Cepenkov iz Prilepa. 

## V legendah
Južnoslovanske legende o Kraljeviču Marku temeljijo predvsem na mitih, mnogo starjših od zgodovinskega Marka Mrnjavčevića. V legendah se razlikuje od Marka v ljudskih pesmih. V nekaterih pokrajinah ga prikazujejo kot velikana, ki hodi po vrhovih hribov, njegova glava pa se dotika oblakov. Marko naj bi Bogu pomagal oblikovati svet. Z udarcem sablje je ustvaril na primer sotesko Demir Kapija (Železna vrata) v Makedoniji. Po soteski je odteklo morje, ki je pokrivalo pokrajino okoli Bitole, Mariova in Tikveša in omogočilo naselitev ljudi. Ko je bila zemlja oblikovana, je bahavo razkazoval svojo moč. Bog mu je zato na cesti nastavil vrečo, težko kot Zemlja. Ko jo je Marko poskusil dvigniti, je izgubil moč in postal navaden človek.
Ena od legend pravi, da je Marko dobil moč, ker ga je dojila vila.  Kralj Vukašin ga je vrgel v reko, ker ni bil podoben njemu. Fanta je našel pastir in ga posvojil, dojila pa ga je vila. V drugih pripovedih je bil Marko pastir, ki je našel otroke vile, ki so se izgubili v gori, jih zakril pred soncem (ali jim dali vode). Za nagrado ga je vila trikrat podojila. Dobil je tolikšno moč, da je lahko dvignil in vrgel veliko skalo. V istrski različici je Marko naredil senco dvema kačama in ne otrokom. V bolgarski različici je iz vsakega požirka posesanega vilinega mleka nastala kača.
Marka so povezovali z velikimi osamljenimi balvani in vdolbinami v skalah. Za balvane so pravili, da jih je vrgel z gore, za vdolbine pa da so odtisi njegovih stopal ali kopit njegovega konja. Povezovali so ga tudi z geografskimi značilnostmi, kot so hribi, globeli, pečine, jame, reke, potoki in nasadi, ki jih je ustvaril ali na njih naredil nekaj nepozabnega. Pogosto so jih poimenovali po njem. Iz njegovega imena izhaja veliko toponimov od Istre na zahodu do Bolgarije na vzhodu. V bolgarskih in makedonskih zgodbah je imel Marko enako močno sestro, ki je tekmovala z njim pri metanju balvanov.
V nekaterih legendah je bil Markov čudežni konj vilino darilo. Srbska zgodba pravi, da je iskal konja, ki bi ga lahko nosil. Konja je preskusil tako, da ga je  zgrabil za rep in ga vrgel čez ramo. Ko je videl bolno žrebe nekega voznika, ga je zagrabil za rep, vendar ga ni mogel premakniti. Žrebe je kupil (in ozdravil) in ga imenoval Šarec. Žrebe je postalo izredno močan konj in Markov neločljiv spremljevalec. Po makedonski legendi je Marko po vilinem nasvetu ujel na gori bolnega konja in ga ozdravil. Na krastah na konjevi koži je zrasla bela dlaka in postal je šarec.
V ljudskem izročilu ni nikoli umrl. Še vedno živi v jami, v z mahom poraščeni votlini ali neznani deželi.  Srbska legenda pripoveduje, da je Marko nekoč vodil bitko, v kateri je bilo ubitih toliko mož, da so vojaki (in njihovi konji) plavali v krvi. Dvignil je roke proti nebu in rekel: "O, Bog, kaj naj storim?" Bog se ga je usmilil in ga skupaj s Šarcem odpeljal v jamo, kjer je Marko zasadil sabljo v skalo in zaspal. V jami raste mah. Ko bo Šarac pojedel ves mah, bo sablja počasi prišla iz skale. Padla bo na tla in zbudila Marka, on pa bo vstal in ponovno prišel na svet. Nekateri naj bi ga videli po spustu v globoko jamo, kjer je živel v veliki hiši, pred katero je bil Šarec. Drugi so ga videli v oddaljeni deželi, kjer je živel v jami. Po makedonskem izročilu je Marko pil "orlovo vodo", zaradi česar je postal nesmrten in je zdaj z Elijo v nebesih.

## Marko v sodobni kulturi
V 19. stoletju je bil Marko predmet številnih dramatizacij. Leta 1831 je bila v Budimu uprizorjena madžarska drama Kraljevič Marko, ki jo je napisal morda István Balog, leta 1838 pa je bila v Aradu uprizorjena madžarska drama Kraljevič Marko - Veliki srbski junak Celesztina Pergőja. Leta 1848 je Jovan Sterija Popović napisal tragedijo Sanje Kraljeviča Marka (San Marka Kraljevića), katere osrednji motiv je speči Marko. Petar Preradović je napisal dramo Kraljevič Marko, ki poveličuje moč Južnih Slovanov. Leta 1863 je Francesco Dall'Ongaro uprizoril dramo Vstajenja Kraljeviča Marka.
Radoje Domanović je napisal satirično zgodbo Kraljevič Marko drugič med Srbi (Kraljević Marko po drugi put među Srbima), v kateri je Bog izpolnil Markovo željo in ga obudil v življenje, da bi pomagal Srbom, ki so ga stoletja klicali na pomoč. Zgodba prikazuje Srbe kot nevredne svojih prednikov in junakov.
Marko je naslovni junak kratke zgodbe Markov konec (La Fin de Marko kraliéitch), ki jo je leta 1978 objavila Marguerite Yourcenar v zbirki  Orientalne povesti (Nouvelles Orientales). Marko je v njeni zgodbi nenavadno pogumen in vztrajen in hkrati sebičen in neusmiljen in se ne bori za nikakršne ideale.
Boris Starešina je leta 2006 napisal knjigo Kraljevič Marko – Nadnaravni ciklus (Marko Kraljević — Natprirodni ciklus), ki je parodija na srbsko epsko poezijo. V Starešinovih pesnitvah se Marko bojuje z izvenzemeljskimi bitji, samuraji, kanibali, pra-prednikom Supermana in drugimi sovražniki.

Od vseh srbskih epskih ali zgodovinskih osebnosti je bil ravno Marko tisti, ki je najbolj nadvihoval vizualne umetnike. Upodobilo ga je kar  87 avtorjev. Njegovi najstarejši upodobitvi sta na freskah iz 14. stoletja v Markovem samostanu in v Prilepu. Njegovo risbo so odkrili v Čajniškem evangeliju, pergamentu iz 18. stoletja, ki je v lasti Srbske pravoslavne cerkve v Čajničah v vzhodni Bosni. Risba je enostavna in edinstvena, ker ga prikazuje kot svetnika in  spominja na reliefe na stečkih. Vuk Karadžić omenja, da je v svojem otroštvu v poznem 18. stoletju videl sliko, na kateri Marko na hrbtu nosi vola.
V 19. stoletju so Markove litografije izdelali Anastas Jovanović, Ferdo Kikerecin drugi. Med slikarji so bili tudi Mina Karadžić, Novak Radonić in Đura Jakšić. Med slikarji v 20. stoletju so bili Nadežda Petrović, Mirko Rački, Uroš Predić in Paja Jovanović. Meštrovićev kip Marko na Šarcu je bil reproduciran na jugoslovanskem bankovcu in poštni znamki. Med sodobne Markove ilustratorje spadajo Alexander Key, Aleksandar Klas, Zuko Džumhur, Vasa Pomorišac in  Bane Kerac.
Kraljevič Marko in njegova sablja sta bila inspiracija za aktualno srbsko državno himno Bože Pravde. Pesem je vzeta iz gledališkega dela Markova sablja, zelo priljubljenega med Srbi leta 1872.
Marko je upodobljen tudi v drugih delih, na primer Marko in Ravijojla, Marko in njegova mati, Marko in Šarec, Marko strelja z lokom, Marko orje ceste, Borba med Markom in Muso, in Markova smrt. Več umetnikov je poskušalo ustvariti realističen Markov portret na osnovi njegovih fresk. Leta 1924 je Prilepska pivivarna celo proizvajala svetlo pivo Krali Marko.